# Sean Dundee
Sean William Dundee (ur. 7 grudnia 1972 w Durbanie) – niemiecki piłkarz pochodzenia południowoafrykańskiego występujący na pozycji napastnika.

## Kariera
Dundee zawodową karierę rozpoczynał w 1989 roku w południowoafrykańskim klubie D'Alberton Callies. W 1992 roku wyjechał do Niemiec, gdzie został graczem zespołu Stuttgarter Kickers z 2. Bundesligi. Spędził tam 2 lata, a w 1994 roku odszedł do drużyny TSF Ditzingen z Regionalligi.
W 1995 roku Dundee dołączył do zespołu Karlsruher SC, grającego w Bundeslidze. Zadebiutował w niej 19 sierpnia 1995 roku w przegranym 2:6 meczu z Bayernem Monachium, a 14 października 1995 roku w wygranym 2:0 pojedynku z KFC Uerdingen 05 strzelił dwa pierwsze gole w Bundeslidze. W sezonie 1995/1996 z 16 bramkami zajął 2. miejsce w klasyfikacji strzelców Bundesligi, a w kolejnym sezonie uplasował się na 4. pozycji (17 goli).
W 1998 roku Dundee podpisał kontrakt z angielskim Liverpoolem. W Premier League po raz pierwszy wystąpił 17 kwietnia 1999 roku w spotkaniu przeciwko Aston Villi (0:1). Zawodnikiem Liverpoolu był przez jeden sezon, rozgrywając tam w tym czasie 3 mecze.
W połowie 1999 roku wrócił do Niemiec, gdzie został graczem zespołu VfB Stuttgart (Bundesliga). W jego barwach zadebiutował 14 sierpnia 1999 roku w zremisowanym 0:0 ligowym meczu z Werderem Brema. W sezonie 2002/2003 wywalczył z klubem wicemistrzostwo Niemiec. Następnie odszedł do Austrii Wiedeń, z którą w sezonie 2003/2004 wywalczył wicemistrzostwo Austrii.
Latem 2004 roku Dundee wrócił do Karlsruher SC, tym razem występującego w 2. Bundeslidze. Po dwóch sezonach przeniósł się do innego drugoligowego zespołu – Kickers Offenbach. W rundzie wiosennej sezonu 2006/2007 był stamtąd wypożyczony do Stuttgarter Kickers (Regionalliga). Potem powrócił do Offenbach, gdzie spędził jeszcze jeden sezon.
W 2008 roku Dundee odszedł do południowoafrykańskiego AmaZulu, gdzie po jednym sezonie zakończył karierę.